# Giorgio Cencetti
Giorgio Cencetti (né le 30 janvier 1908 à Rome et mort le 13 juin 1970 dans la même ville) est un archiviste, diplomatiste et paléographe italien.

## Biographie
Après des études de droit, Giorgio Cencetti s'inscrit en 1929 à l'université de Rome (Facoltà di Lettere), où il fut l'élève de Vincenzo Federici en paléographie et diplomatique. Il devient le 1er janvier 1933 archiviste à l'Archivio di Stato di Bologna, dont il prendra ensuite la direction.
En 1940, il obtient l'habilitation en paléographie et diplomatique à l'université de Bologne où il enseigne à partir de 1944 et reçoit la chaire de paléographie et diplomatique en 1951. En 1959, il reçoit la chaire équivalente de l'université de Rome. De 1966 à 1970, il dirige la Scuola Speciale per Archivisti e Bibliotecari de cette université et fait partie du Conseil supérieur des académies et bibliothèques (Consiglio superiore delle accademie e biblioteche).
Giorgio Cencetti est principalement connu comme paléographe avec deux ouvrages fondamentaux : Lineamenti di storia della scrittura latina et Vecchi e nuovi orientamenti nello studio di paleografia. Il y propose le concept de « canonisation », repris par Bernhard Bischoff.

## Œuvres principales
- Giorgio Cencetti, Lineamenti di storia della scrittura latina. Dalle lezioni di Paleografia (Bologna, a. a. 1953-1954), ristampa a cura di Gemma Guerrini Ferri, con indici e aggiornamento bibliografico, Bologna, Pàtron 1997
- Notariato medievale Bolognese. Tomo I: Scritti di Giorgio Cencetti [ Studi storici sul notariato italiano, III ], Roma 1977
- Miscellanea in memoria di Giorgio Cencetti. (Universita degli studi di Roma. Scuola speciale per archivisti e bibliotecari). Bottega d'Erasmo, Torino 1973

## Source de traduction
- (it) Cet article est partiellement ou en totalité issu de l’article de Wikipédia en italien intitulé « Giorgio Cencetti » (voir la liste des auteurs).